# Шотте, Эммануэль
Эммануэль Шотте (фр. Emmanuel Schotté; род. 1958) — французский актёр. Широкой публике известен по своей первой и единственной роли в художественном фильме «Человечность» (L’Humanité, 1999).

## Биография
Безработный бывший солдат Шотте 18 лет прослужил в ВВС Франции и не имел никакого актёрского опыта. Удачу ему принесло знакомство с режиссёром Брюно Дюмоном, собиравшимся ставить свой второй режиссёрский фильм — «Человечность». Дюмон не только предложил Эммануэлю поучаствовать в съёмках фильма, но и доверил главную роль.

## Награды
Каннский кинофестиваль 1999
- Лучший актёр («Человечность»)